# Trading-Journal
Das Trading-Journal (auch Trading- oder Tradertagebuch) wird als Hilfsmittel zur Selbstkontrolle beim Handel mit Wertpapieren (im Fachjargon: Trading) eingesetzt (siehe auch Trader). 
Üblicherweise besteht ein Trading-Journal aus zwei Teilen. Der erste Teil der Aufzeichnungen enthält die wesentlichen Fakten zu einem Wertpapiergeschäft (Trade) wie zum Beispiel Name und Kennung des gehandelten Wertpapiers, An- und Verkaufspreis, Datum, Stückzahl, Gebühren, gegebenenfalls auch Kurscharts, Pressemitteilungen und Geschäftsberichte. Der andere Teil wird von jedem Trader frei bestimmt – es gibt jedoch Vorschläge von erfahrenen Tradern. Demnach werden in der Regel eigene Zielsetzungen, Einschätzungen oder Prognosen sowie Regeln und Notizen über deren Einhaltung als zu erfassende Daten vorgeschlagen. Des Weiteren wird häufig empfohlen, seine Gefühle vor, während und nach Durchführung eines Trades festzuhalten, wie zum Beispiel:
- Erwartungsvolle Aufmerksamkeit, Euphorie (vor der Eröffnung eines Trades)
- Negierung, Zorn, Feilschen, Akzeptanz (bei im Verlust befindlicher Position)
- Bestätigung, Prestige, Übertragung auf Ego (bei im Gewinn befindlicher Position)

Außerdem wird oft empfohlen dem Trading-Journal einen Plan beizulegen, welcher die Schritte beschreibt, die zum Ausführen der jeweiligen Strategie notwendig sind.
Zweck eines Trading-Journals ist es, Selbsterkenntnis, Selbstkontrolle und Disziplin im Hinblick auf das Trading zu verbessern:
Selbsterkenntnis
Die Erkenntnis, einen Fehler begangen zu haben, ist die Voraussetzung, um den Fehler in der Zukunft vermeiden zu können.
Selbstkontrolle
Disziplin setzt voraus, sich über sein Handeln im Klaren zu sein.
Disziplin
Aufgestellte Regeln und Pläne erzielen nur dann einen Nutzen, wenn sie diszipliniert umgesetzt werden.